# Phongovo stínování
Phongovo stínování (anglicky Phong shading) je soubor technik používaných v počítačové grafice. Tyto techniky zahrnují především model odrazu světla z povrchu materiálu (Phongovo osvětlení) a odhad barvy pixelu založený na interpolaci normály povrchu (Phongova interpolace, obvykle označována per-pixel).

## Phongův osvětlovací model
Phongovo osvětlení je empirický model. Uvažuje dva typy odrazu – difuzní a spekulární. K ním je započítána ambientní složka, která představuje rozptýlené světlo a je v celé scéně konstantní.

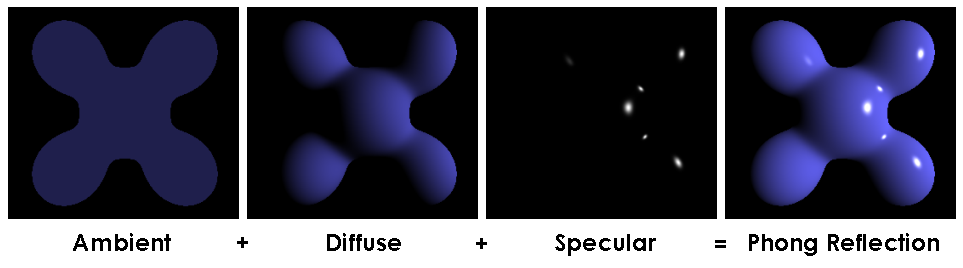
Ilustrace Phongovy rovnice.

## Phongova interpolace
Na rozdíl od Gouraudovo stínování, které uvažuje konstantní normálu pro celý polygon, poskytuje Phongův model lepší aproximaci tím, že interpoluje normály mezi vrcholy čímž docílí hladkých přechodů mezi sousedními pixely.

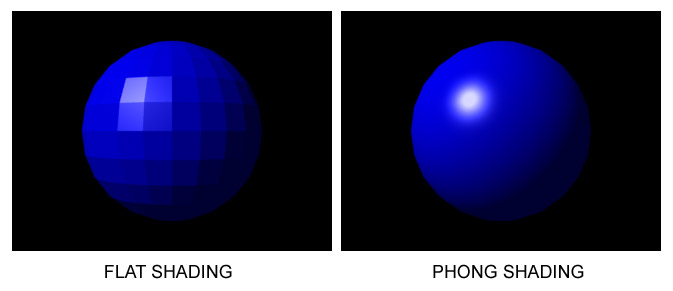
Příklad Phongovy interpolace.